# The Book of Taliesyn
The Book of Taliesyn es el segundo álbum de estudio de la banda británica de rock Deep Purple, grabado solo unos meses después del lanzamiento de su debut Shades of Deep Purple y publicado originalmente por Tetragrammaton Records en octubre de 1968, justo antes del comienzo de su primera gira por los Estados Unidos. Su nombre proviene del escrito del siglo XIV Libro de Taliesin.
Su estructura es similar a la de su antecesor, con cuatro canciones originales y tres versiones de otros artistas; sin embargo, aquí las pistas tienen mayor duración, los arreglos son más complejos y el sonido es más pulido. El estilo musical es una mezcla de rock psicodélico, rock progresivo y hard rock, con varias inserciones de música clásica arregladas por el teclista Jon Lord.
Tetragrammaton orientó su publicación hacia el mercado hippie, que en aquellos momentos era muy influyente en los Estados Unidos, aunque las ventas del disco y sus sencillos no fueron tan altas como el sello esperaba. Este revés no impidió el éxito de la gira estadounidense, en la cual el grupo tocó en recintos y festivales de importancia, y que recibió buenos comentarios por parte de público y prensa. Por otra parte, en su país de origen el conjunto era desconocido y tocaba en pequeños clubes y universidades, y estaba ignorado por los medios. EMI no lanzó el álbum en el Reino Unido hasta junio de 1969, a través de su subsidiaria Harvest Records y a pesar de una gira en verano, sus ventas no aumentaron en el archipiélago.

## Trasfondo
Tras el éxito del sencillo «Hush» en Norteamérica, el cual llegó al top 5 de las listas de Estados Unidos y Canadá, Deep Purple recibió una oferta para un gira que daría comienzo en octubre de 1968. Si en el extranjero la banda gozaba de popularidad, la situación en el Reino Unido era radicalmente distinta, pues en su país de origen había sido criticada por los medios y el público. En julio, el grupo y su equipo se trasladaron de West Sussex a una casa de Acton Vale, Londres, que sirvió como vivienda para la preparación de la gira estadounidense. Los ejecutivos de Tetragrammaton Records, la distribuidora del conjunto en Norteamérica, consideraban que sería más rentable tener un nuevo álbum para promocionar durante la gira, además del ya exitoso Shades of Deep Purple. Asimismo, las ocho pistas de su trabajo debut, que ya habían sido interpretadas en directo en Reino Unido de julio y agosto, eran insuficientes para conciertos como cabezas de cartel. Por este motivo, Deep Purple regresó al estudio solo dos meses antes del comienzo de la gira, pese a que Shades of Deep Purple no había salido a la venta en su país de origen.

## Composición y grabación
La solicitud del sello discográfico de grabar un nuevo álbum solo tres meses después de su debut tomó a la banda por sorpresa, pues la intensa actividad posterior a su lanzamiento había dejado muy poco tiempo para componer y ensayar nuevos temas. Finalmente, y bajo presión, los músicos lograron escribir cuatro piezas, pero para completar el nuevo disco, trabajaron también en tres versiones de otros artistas con el ejemplo de Vanilla Fudge en mente. La primera fue «Kentucky Woman», un sencillo de Neil Diamond de 1967, que el grupo ya había tocado en una sesión en directo de la BBC en agosto y que orientó hacia el estilo de «Devil with a Blue Dress On» de Mitch Ryder. La segunda versión fue «River Deep – Mountain High» de Ike & Tina Turner de 1966 y la tercera, «We Can Work It Out» de The Beatles de 1965, seleccionada después de que Paul McCartney aprobara la interpretación de Deep Purple de «Help!».
A comienzos de agosto de 1968, el conjunto entró en los estudios De Lane Lea, en Kingsway, Londres, con el productor Derek Lawrence y el ingeniero de sonido Brian Aintsworth, quienes ya habían trabajado en su álbum anterior. Tetragrammaton había adelantado unos 250 000 USD, utilizados para reservar dos semanas en el estudio, un tiempo que cubría la fase de composición, los ensayos y las sesiones de grabación. La discográfica concedió en esta ocasión más tiempo que para la realización de Shades of Deep Purple debido a la ambición de la banda por crear una obra mejor.
El primer día en el estudio tuvo lugar la grabación de «Shield», en la que el batería Ian Paice toca un patrón complejo que suena como un choque repetido de objetos de vidrio y «Anthem», que requirió de un cuarteto de cuerda para su interludio de estilo barroco. Los días siguientes el grupo procedió a la composición y grabación de «Exposition» y «Listen, Learn, Read On», mientras que el 19 la sesión concluyó con el registro de «Kentucky Woman» y la pieza instrumental «Wring That Neck», fruto de una estrecha colaboración entre el guitarrista Ritchie Blackmore y el bajista Nick Simper. Por su parte, «River Deep - Mountain High» había sido pensada como la pista que cerrara el disco y por este motivo su grabación quedó pospuesta hasta que las otras canciones estuvieran terminadas; sin embargo, el perfeccionismo del quinteto requirió de más tiempo para grabarla y finalmente quedaría terminada el 10 de octubre, mucho tiempo después de la fecha límite prevista.
Los miembros de la banda esperaban poder supervisar la mezcla, pero su agenda en octubre estaba tan apretada que Lawrence tuvo que hacerla sin ellos, lo que les desalentó, pese a que finalmente el sonido fue más limpio, más pesado y más pulido que el de su debut. Lawrence mezcló las cintas en estéreo y en mono, no obstante, las últimas serían destruidas, ya que ni Tetragrammaton, ni la distribuidora británica EMI las utilizaron.

## Estilo

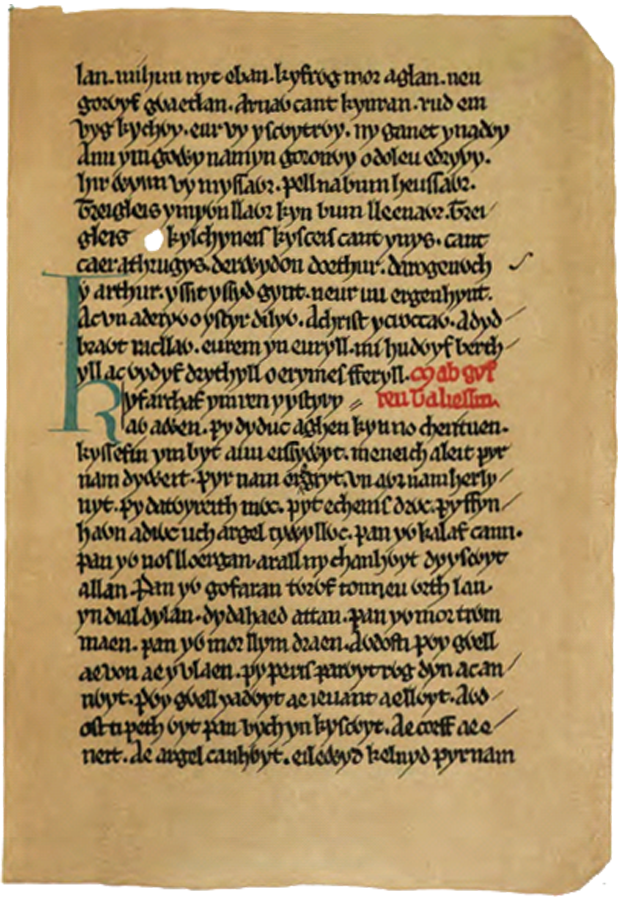
El título del disco hace referencia al Libro de Taliesin (en la imagen una de sus páginas).

El estilo musical de The Book of Taliesyn es una mezcla de rock progresivo, rock psicodélico y hard rock,, comparándolo con su antecesor Shades of Deep Purple, aquí el sonido es más limpio, hay mayor variedad de estilos, ritmos e influencias y sobre todo el incremento en las composiciones originales del gurpo, dandole un toque único a este disco, para así comenzar a consolidar el sonido que definiría al grupo en sus primeras dos etapas (Evans-Simper y Gillan-Glover). Distintos analistas opinan que aquí la banda es más madura y sus composiciones son generalmente más largas y complejas que las de su álbum debut. El biógrafo de Deep Purple, Dave Thompson, escribió que «un oscuro estado de ánimo impregna The Book of Taliesyn, con poca indulgencia al pop rock» y destacó la influencia de The Doors en las canciones propias del grupo.
La influencia de la educación en música clásica del teclista Jon Lord puede apreciarse en todas las pistas, pese a que en esta ocasión él no fue el principal responsable de la composición y los arreglos. El interés de Lord en fusionar rock y música clásica llegaría a su cúlmine a finales de 1969 con su suite Concerto for Group and Orchestra, aunque en una entrevista de 1968 ya había descrito a Deep Purple como un conjunto de rock sinfónico. Por su parte, Nick Simper lamentó algunos años más tarde la excesiva influencia de su compañero en los arreglos y la composición, que en sus palabras «provocó una falta de dirección en la agrupación».
«Anthem» al principio es una balada de melodía alegre, pero luego se aventura en la música clásica con un interludio de estilo barroco compuesto por Lord e interpretado con un melotrón y por un cuarteto de cuerda. La pieza instrumental «Exposition» incluye extractos del segundo movimiento de la sinfonía n.º 7 de Beethoven y de la obertura de Romeo y Julieta de Chaikovski, mientras que la versión de «River Deep – Mountain High» está precedida por las notas de Así habló Zaratustra de Strauss. Por otra parte, «Wring That Neck» y «Kentucky Woman» muestran indicios de la música pesada que adoptaría la banda con su segunda formación. A pesar de que el trabajo de Blackmore fue bien recibido por los críticos, el propio guitarrista definió al disco como «flojo» y destacó que en el momento de su grabación aún no había encontrado su propio estilo de tocar la guitarra.
Las letras, escritas por el vocalista Rod Evans, son funcionales para la música y el sello discográfico esperaba orientarlas hacia la audiencia hippie estadounidense. Para el tema «Listen, Learn, Read On» el cantante tomó como influencia el manuscrito galés del siglo XIV Libro de Taliesin, una colección de poemas atribuidos a Taliesin que también inspiró el título y la portada del álbum. En opinión de Simper, las letras de Evans «eran mucho mejores que cualquier otra cosa (...) que hayan escrito otras alineaciones de Deep Purple».

## Diseño artístico
La portada y el libreto transmiten la idea de Tetragrammaton de orientar el álbum a la vasta audiencia hippie estadounidense, que era muy influyente en aquellos momentos. Las notas están escritas con un tono místico y evocador del bardo Taliesin como guía espiritual y comparando la escucha de las canciones con una exploración del alma de los miembros de la banda.
La portada la dibujó con pluma, tinta y color el ilustrador británico John Vernon Lord, y supondría la única que realizó en toda su carrera. El artista remarcó en su autobiografía que la obra original nunca le fue devuelta y escribió lo siguiente sobre las indicaciones que recibió de su agencia: «Mi agente me dijo el título y que el director artístico quería un “toque arturiano de fantasía” e incluir letras a mano para el título y los nombres de los músicos. Me basé principalmente en el Libro de Taliesin».

## Lanzamiento
El álbum salió a la venta en Norteamérica en octubre de 1968, justo a tiempo para el comienzo de la gira. Tetragrammaton había insistido en cambiar el título de «Wring That Neck» —en español: Retuerce ese cuello— por «Hard Road», ya que lo consideraba muy violento, y así apareció como cara B del sencillo «Kentucky Woman». Tras su publicación, The Book of Taliesyn llegó al puesto 54 en el Billboard 200 y al 48 del Canadian Album Chart, mientras que el sencillo alcanzó la posición 38 del Billboard Hot 100 y pese a que recibió mucha difusión en las radios, no igualó el éxito de «Hush».
En un intento por mejorar las ventas del disco, en enero de 1969 salió a la venta una versión editada de «River Deep - Mountain High» como sencillo, con «Listen, Learn, Read On» como lado B. La canción, no obstante, únicamente ascendió hasta los puestos 53 y 42 de Estados Unidos y Canadá, respectivamente, unos posicionamientos inferiores a los de «Kentucky Woman».
EMI retrasó el lanzamiento del álbum en el Reino Unido hasta junio de 1969, después de que la banda regresara de Norteamérica y organizara una gira por su país de origen. Por aquellos momentos, el grupo ya había publicado su tercer disco, titulado de manera homónima, en los Estados Unidos e incluso ya había grabado un sencillo con una nueva formación. The Book of Taliesyn supuso el primer lanzamiento de Harvest Records, una subsidiaria que los ejecutivos de EMI habían ideado para dar salida a los grupos británicos underground de rock progresivo. «Kentucky Woman» fue el único sencillo editado en el Reino Unido, en diciembre de 1968, pero al igual que había sucedido con Shades of Deep Purple, tanto el álbum como su sencillo quedaron fuera de las listas.
The Book of Taliesyn sería reeditado en varias ocasiones, a menudo de manera conjunta con los otros dos trabajos grabados por la formación original. Entre las reediciones destaca la remasterización en CD del año 2000, que contiene grabaciones inéditas registradas entre agosto de 1968 y enero de 1969, y apariciones en programas de televisión, como la BBC, así como pistas adicionales, y la edición en vinilo blanco de sonido monoaural del Record Store Day de 2015.

## Gira

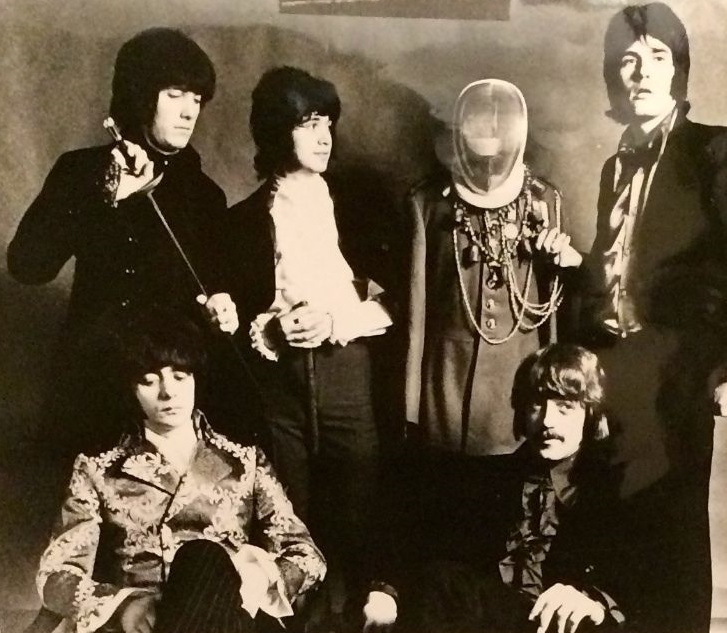
Deep Purple en una fotografía promocional de 1968.

Deep Purple llegó a California el 15 de octubre de 1968 y su primera aparición pública en los Estados Unidos fue dos días más tarde en el programa de televisión The Dating Game de ABC, en el que el propio Jon Lord fue uno de los concursantes. Los dos días siguientes la banda ejerció como telonera de Cream, que realizaba su gira de despedida, en The Forum (Inglewood) ante más de 16 000 personas cada noche. El concierto siguiente en San Diego fue el último como acto de apertura de Cream, debido a que su gerencia no apreciaba la alegre reacción de la audiencia hacia el quinteto. Después de una semana de pausa forzosa, su mánager estadounidense logró organizar una gira que incluyó el San Francisco Pop Festival y fechas en la costa Oeste. El hecho de actuar como cabeza de cartel fue muy útil para los jóvenes músicos que pudieron alargar sus actuaciones y adquirir experiencia en directo, especialmente Blackmore, quien desarrolló y extendió sus solos de guitarra e incorporó más improvisaciones.
La gira fue un éxito y la popularidad del grupo en los Estados Unidos recibió otro impulso tras su aparición en el programa televisivo Playboy After Dark el 23 de octubre de 1968 y, de hecho, tuvo que añadir más fechas en la costa Este en localizaciones como el Fillmore East, con Creedence Clearwater Revival y James Cotton Blues Band, y la discoteca Electric Circus de Nueva York. A finales de diciembre, los mánagers Tony Edwards y John Coletta reservaron un estudio de Nueva York para registrar un nuevo sencillo tras el relativo fracaso de «Kentucky Woman» y «River Deep – Mountain High» y la banda grabó una versión del tema de Ben E. King «Oh No No No» e intentó probar también con «Lay Lady Lay» de Bob Dylan y «Glory Road» de Neil Diamond, sin resultados satisfactorios. Finalmente la discográfica no publicó estas grabaciones, aunque «Oh No No No» aparecería en la edición remasterizada del álbum.
El conjunto regresó a Reino Unido el 3 de enero de 1969 y tras su llegada ingresó en los estudios De Lane Lea para grabar nuevas canciones, aunque las sesiones, que finalizaron en marzo, se intercalaron con actuaciones en directo. Cuando Harvest publicó el disco en junio de 1969, el grupo realizó varios conciertos para su promoción, pese a que en aquellos momentos Lord, Ian Paice y Ritchie Blackmore ya trabajaban en secreto con los nuevos miembros Ian Gillan y Roger Glover. La segunda formación, con Gillan y Glover como sustitutos de Evans y Simper, tocó «Kentucky Woman» en sus primeros conciertos, pero dejó de hacerlo en favor de nuevo material, mientras que la pieza instrumental «Wring That Neck» permaneció en su repertorio a lo largo de los años venideros.

## Recepción
Los álbumes y sencillos de Deep Purple fueron ignorados casi por completo en el Reino Unido, un hecho que desconcertó a la prensa estadounidense. En una entrevista, Simper trató de explicar su falta de éxito en su país de origen con el alegato de que el público estaba más interesado en interpretaciones estrafalarias que en la música y a que el blues rock «se estaba volviendo muy importante» en ese momento en Reino Unido. Por otra parte, la carencia de un sencillo exitoso no modificó su percepción positiva en los Estados Unidos, hasta el punto que a menudo se le consideraba un grupo nacional, de hecho los cinco músicos incluso pensaron en fijar su residencia en este país, aunque cambiaron de idea ante la posibilidad de que Ian Paice, de 21 años de edad, pudiera ser reclutado para la guerra de Vietnam.
Un redactor de la revista Cashbox declaró que la banda «crea un sonido amplio y abierto que a menudo alcanza proporciones atronadoras. Debería conquistar a muchos oyentes con este álbum». Don Ovens de Billboard lo calificó como «un digno sucesor» de Shades of Deep Purple y destacó «la rockera “River Deep – Mountain High”» y «el empleo de música clásica en “Anthem”». En contraposición, John Peel, del programa de radio Top Gear, no quedó entusiasmado con el resultado final y relató que «no entiendo qué salió mal en este disco, todo está demasiado restringido de alguna manera. Grabaron “Wring That Neck” mucho mejor en un Top Gear reciente». Por su parte, con el paso del tiempo recibió críticas variadas, aunque principalmente positivas. Joe Viglione de Allmusic comparó la producción con la de Vanilla Fudge debido al hecho de que ambas agrupaciones hicieron versiones de los mismos artistas y utilizaron arreglos similares, además añadió que en The Book of Taliesyn se inclinó más hacia el rock progresivo que su homóloga estadounidense y combinó letras serias con «pasajes musicales innovadores». Martin Popoff, en su libro The Collector's Guide to Heavy Metal, describió su sonido como una mezcla de hard rock y rock psicodélico generalmente asociado con bandas como Mad River y The 13th Floor Elevators, y encontró el álbum muy similar en estructura y «un poco más oscuro, más grandilocuente y teatral» que su predecesor; además calificó a «Shield» como una «joya enterrada». Jedd Beaudoin de PopMatters criticó las letras «a lo Spinal Tap» y la falta de material impactante, a excepción de «Wring That Neck», que consideró como «quizás la primera composición real de Deep Purple».

## Lista de canciones
| Cara A |                                                            |                                                             |          |  |
| N.º    | Título                                                     | Escritor(es)                                                | Duración |  |
| 1.     | «Listen, Learn, Read On»                                   | Ritchie Blackmore, Rod Evans, Jon Lord, Ian Paice           | 4:05     |  |
| 2.     | «Wring That Neck» (instrumental)                           | Blackmore, Lord, Paice, Nick Simper                         | 5:13     |  |
| 3.     | «Kentucky Woman» (versión de Neil Diamond)                 | Neil Diamond                                                | 4:44     |  |
| 4.     | «Exposition / We Can Work It Out» (versión de The Beatles) | Blackmore, Lord, Paice, Simper/ John Lennon, Paul McCartney | 7:06     |  |

| Cara B |                                                             |                                           |          |  |
| N.º    | Título                                                      | Escritor(es)                              | Duración |  |
| 5.     | «Shield»                                                    | Blackmore, Evans, Lord                    | 6:06     |  |
| 6.     | «Anthem»                                                    | Evans, Lord                               | 6:31     |  |
| 7.     | «River Deep - Mountain High» (versión de Ike & Tina Turner) | Jeff Barry, Ellie Greenwich, Phil Spector | 10:12    |  |
| 43:57  |                                                             |                                           |          |  |

| Pistas adicionales de la remasterización en CD |                                                          |                               |          |  |
| N.º                                            | Título                                                   | Escritor(es)                  | Duración |  |
| 8.                                             | «Oh No No No» (descarte, diciembre de 1968)              | Bert Berns, Mike Leander      | 4:25     |  |
| 9.                                             | «It's All Over» (BBC Top Gear; 14 de enero de 1969)      | Berns, Leander                | 4:14     |  |
| 10.                                            | «Hey Bop a Re Bop» (BBC Top Gear; 14 de enero de 1969)   | Blackmore, Evans, Lord, Paice | 3:31     |  |
| 11.                                            | «Wring That Neck» (BBC Top Gear; 14 de enero de 1969)    | Blackmore, Evans, Lord, Paice | 4:42     |  |
| 12.                                            | «Playground» (descarte remezclado; 18 de agosto de 1968) | Blackmore, Evans, Lord, Paice | 4:29     |  |

Fuentes: Discogs y EMI.

## Créditos
| - Ritchie Blackmore - guitarra - Rod Evans - voz - Jon Lord - teclado, órgano Hammond, coros - Nick Simper - bajo, coros - Ian Paice - batería, temple blocks | - Derek Lawrence - producción, mezcla - Barry Ainsworth - ingeniería - John Vernon Lord - portada |

## Posición en las listas
| País           | Lista                 | Mejor posición | Ref.   |
| -------------- | --------------------- | -------------- | ------ |
| Canadá         | Canadian Albums Chart | 48             | [ 29 ] |
| Estados Unidos | Billboard 200         | 54             | [ 28 ] |

| País                         | Lista                  | Mejor posición   | Ref.             |                  |                  |                  |                  |                  |                  |                  |                  |                  |                  |
| «Kentucky Woman»             | «Kentucky Woman»       | «Kentucky Woman» | «Kentucky Woman» | «Kentucky Woman» | «Kentucky Woman» | «Kentucky Woman» | «Kentucky Woman» | «Kentucky Woman» | «Kentucky Woman» | «Kentucky Woman» | «Kentucky Woman» | «Kentucky Woman» | «Kentucky Woman» |
| ---------------------------- | ---------------------- | ---------------- | ---------------- | ---------------- | ---------------- | ---------------- | ---------------- | ---------------- | ---------------- | ---------------- | ---------------- | ---------------- | ---------------- |
| Canadá                       | Canadian Singles Chart | 21               | [ 60 ]           |                  |                  |                  |                  |                  |                  |                  |                  |                  |                  |
| Estados Unidos               | Billboard Hot 100      | 38               | [ 2 ]            |                  |                  |                  |                  |                  |                  |                  |                  |                  |                  |
| «River Deep - Mountain High» |                        |                  |                  |                  |                  |                  |                  |                  |                  |                  |                  |                  |                  |
| Canadá                       | Canadian Singles Chart | 42               | [ 33 ]           |                  |                  |                  |                  |                  |                  |                  |                  |                  |                  |
| Estados Unidos               | Billboard Hot 100      | 53               | [ 2 ]            |                  |                  |                  |                  |                  |                  |                  |                  |                  |                  |